# Henry Grey, I duca di Suffolk
Henry Grey, marchese di Dorset e duca di Suffolk (17 gennaio 1517 – 23 febbraio 1554), era figlio di Thomas Grey, marchese di Dorset, e della seconda moglie Margaret Wotton. Fu il padre di Jane Grey, regina d'Inghilterra, per pochi giorni.
Alla morte del padre nel 1530 ereditò il titolo di marchese di Dorset.

## Matrimonio
Si sposò prima con Catherine Fitzalan, da cui si separò, e poi nel 1533 con Frances Brandon, figlia della principessa Maria Tudor e nipote di Enrico VIII d'Inghilterra. Dalla seconda moglie ebbe tre figlie:
- Jane (Bradgate, 1537 – Londra, 1554);
- Catherine (1540–Londra, 1568);
- Mary (1545 – 1578).

## Ascesa durante il regno di Enrico VIII
Negli ultimi anni di regno di Enrico VIII, Grey diventa un'importante figura di corte. Nominato cavaliere del Bagno, porta la spada del re all'incoronazione di Anna Bolena, nel 1533, poi all'arrivo nel 1540 di Anna di Cleves e alla resa di Boulogne nel 1545. Al Parlamento, porta in due occasioni il cappello del re (Cap of Maintenance). È nominato comandante e partecipa alla campagna in Francia del 1545. Riceve l'ordine della Giarrettiera nel 1547.

## Intrighi durante il regno di Edoardo VI
Si legò a John Dudley, esponente di spicco del consiglio reale che fungeva da reggente di Edoardo VI d'Inghilterra, divenuto re all'età di nove anni nel 1547. Sfruttando la parentela di Frances, cugina del re, Dudley e Henry tentarono di ottenere la corona d'Inghilterra non appena il malaticcio Edoardo sarebbe morto senza eredi. Il testamento di Enrico VIII prevedeva che, morto Edoardo senza eredi, fossero le sorellastre Maria ed Elisabetta a succedergli. Henry e Dudley invece fecero firmare a Edoardo prima di morire un nuovo testamento che prevedeva dopo la sua morte l'ascesa al trono dei discendenti di Frances. I due organizzarono poi il matrimonio dei loro primogeniti, celebrato il 21 maggio 1553. Il 6 luglio 1553 Edoardo morì e tre giorni dopo il consiglio proclamò Lady Jane Grey regina d'Inghilterra.

## Regno di Maria I

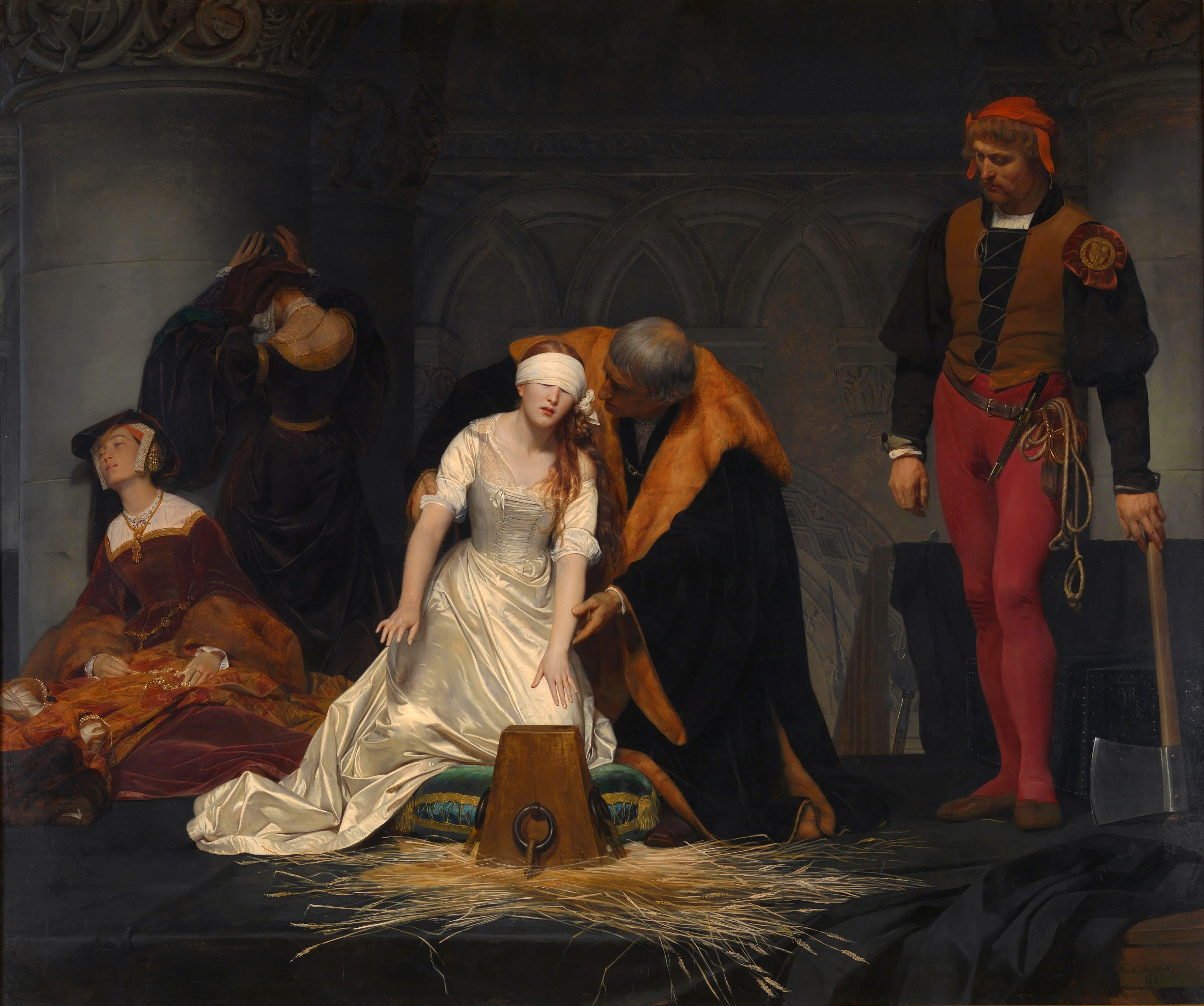
Esecuzione di Jane Grey dipinta da Paul Delaroche

Il piano di Henry e Dudley funzionò soltanto pochi giorni, il tempo che servì a Maria, figlia di Enrico VIII, per accumulare consensi e forze armate e rivendicare i propri diritti ereditari. Il 19 luglio 1553 venne proclamata regina e condannò a morte sia l'usurpatrice Jane sia Dudley, perdonando Henry ed altri sostenitori di Jane. Henry e ad altri ex alleati di Dudley entrarono anzi a far parte del consiglio della regina.
Successivamente Maria I inviò Grey a difendere i territori inglesi di Calais e Guînes minacciati da Enrico II di Francia.
Il matrimonio tra la regina e Filippo di Spagna creò molto malcontento e agitazioni in tutto il Paese. Tra i gentiluomini che cercavano di agitare la popolazione vi fu anche il duca di Suffolk, il quale insieme ad altri cospiratori tramò anche per porre sul trono Elisabetta.
La rivolta venne domata e i responsabili imprigionati e condannati a morte. La condanna a morte per Henry Grey avvenne, per decapitazione, il 23 febbraio 1554.

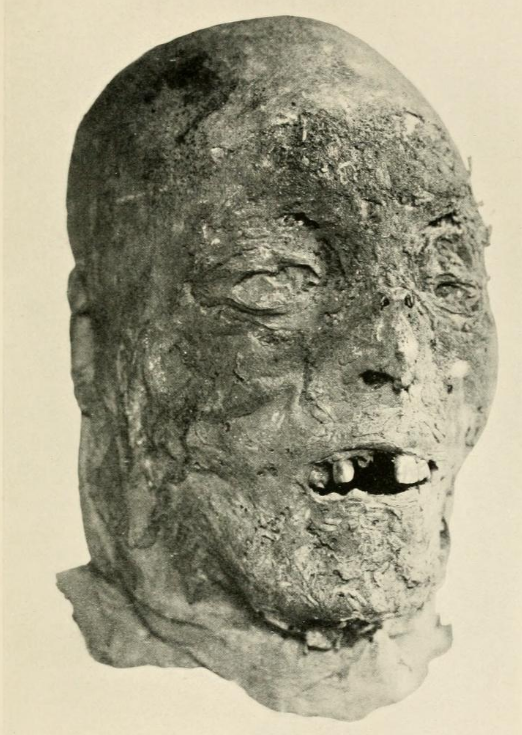
Presunta testa di Henry Grey

## La testa mummificata
Secondo Walter George Bell (che scriveva nel 1920), nel 1851 la testa tagliata del duca di Suffolk venne ritrovata in una cavità presso la chiesa della Santa Trinità dei Minoriti a Londra, conservatasi straordinariamente per essere stata posta in un contenitore con segatura di quercia, ricca di tannino. Bell scrisse che probabilmente la testa era stata nascosta dalla vedova del duca per evitare che fosse esposta su una picca a London Bridge.

## Genealogia dei Tudor
|                                |                                |                                |                                |                                |                                |                         |                         |                  |                  |                  |                  |                |                | Enrico VII d'Inghilterra | Enrico VII d'Inghilterra | Enrico VII d'Inghilterra | Enrico VII d'Inghilterra | Enrico VII d'Inghilterra | Enrico VII d'Inghilterra |                            |                            |                            |                            |                            |                            | Elisabetta di York       | Elisabetta di York       | Elisabetta di York       | Elisabetta di York       | Elisabetta di York       | Elisabetta di York       |                |                |                 |                 |                 |                 |                 |                 |                 |                 |                 |                 |                   |                   |                   |                   |                   |                   |  |  |  |  |  |  |  |  |  |  |  |  |  |  |  |  |  |  |  |  |  |  |  |  |  |  |  |  |  |  |  |  |  |  |  |  |  |  |  |  |  |  |  |  |
|                                |                                |                                |                                |                                |                                |                         |                         |                  |                  |                  |                  |                |                | Enrico VII d'Inghilterra | Enrico VII d'Inghilterra | Enrico VII d'Inghilterra | Enrico VII d'Inghilterra | Enrico VII d'Inghilterra | Enrico VII d'Inghilterra |                            |                            |                            |                            |                            |                            | Elisabetta di York       | Elisabetta di York       | Elisabetta di York       | Elisabetta di York       | Elisabetta di York       | Elisabetta di York       |                |                |                 |                 |                 |                 |                 |                 |                 |                 |                 |                 |                   |                   |                   |                   |                   |                   |  |  |  |  |  |  |  |  |  |  |  |  |  |  |  |  |  |  |  |  |  |  |  |  |  |  |  |  |  |  |  |  |  |  |  |  |  |  |  |  |  |  |  |  |
|                                |                                |                                |                                |                                |                                |                         |                         |                  |                  |                  |                  |                |                |                          |                          |                          |                          |                          |                          |                            |                            |                            |                            |                            |                            |                          |                          |                          |                          |                          |                          |                |                |                 |                 |                 |                 |                 |                 |                 |                 |                 |                 |                   |                   |                   |                   |                   |                   |  |  |  |  |  |  |  |  |  |  |  |  |  |  |  |  |  |  |  |  |  |  |  |  |  |  |  |  |  |  |  |  |  |  |  |  |  |  |  |  |  |  |  |  |
|                                |                                |                                |                                |                                |                                |                         |                         |                  |                  |                  |                  |                |                |                          |                          |                          |                          |                          |                          |                            |                            |                            |                            |                            |                            |                          |                          |                          |                          |                          |                          |                |                |                 |                 |                 |                 |                 |                 |                 |                 |                 |                 |                   |                   |                   |                   |                   |                   |  |  |  |  |  |  |  |  |  |  |  |  |  |  |  |  |  |  |  |  |  |  |  |  |  |  |  |  |  |  |  |  |  |  |  |  |  |  |  |  |  |  |  |  |
|                                |                                |                                |                                | Margherita Tudor               | Margherita Tudor               | Margherita Tudor        | Margherita Tudor        | Margherita Tudor | Margherita Tudor |                  |                  |                |                |                          |                          |                          |                          |                          |                          | Enrico VIII d'Inghilterra  | Enrico VIII d'Inghilterra  | Enrico VIII d'Inghilterra  | Enrico VIII d'Inghilterra  | Enrico VIII d'Inghilterra  | Enrico VIII d'Inghilterra  |                          |                          |                          |                          |                          |                          |                |                |                 |                 |                 |                 | Maria Tudor     | Maria Tudor     | Maria Tudor     | Maria Tudor     | Maria Tudor     | Maria Tudor     |                   |                   |                   |                   |                   |                   |  |  |  |  |  |  |  |  |  |  |  |  |  |  |  |  |  |  |  |  |  |  |  |  |  |  |  |  |  |  |  |  |  |  |  |  |  |  |  |  |  |  |  |  |
|                                |                                |                                |                                | Margherita Tudor               | Margherita Tudor               | Margherita Tudor        | Margherita Tudor        | Margherita Tudor | Margherita Tudor |                  |                  |                |                |                          |                          |                          |                          |                          |                          | Enrico VIII d'Inghilterra  | Enrico VIII d'Inghilterra  | Enrico VIII d'Inghilterra  | Enrico VIII d'Inghilterra  | Enrico VIII d'Inghilterra  | Enrico VIII d'Inghilterra  |                          |                          |                          |                          |                          |                          |                |                |                 |                 |                 |                 | Maria Tudor     | Maria Tudor     | Maria Tudor     | Maria Tudor     | Maria Tudor     | Maria Tudor     |                   |                   |                   |                   |                   |                   |  |  |  |  |  |  |  |  |  |  |  |  |  |  |  |  |  |  |  |  |  |  |  |  |  |  |  |  |  |  |  |  |  |  |  |  |  |  |  |  |  |  |  |  |
|                                |                                |                                |                                |                                |                                |                         |                         |                  |                  |                  |                  |                |                |                          |                          |                          |                          |                          |                          |                            |                            |                            |                            |                            |                            |                          |                          |                          |                          |                          |                          |                |                |                 |                 |                 |                 |                 |                 |                 |                 |                 |                 |                   |                   |                   |                   |                   |                   |  |  |  |  |  |  |  |  |  |  |  |  |  |  |  |  |  |  |  |  |  |  |  |  |  |  |  |  |  |  |  |  |  |  |  |  |  |  |  |  |  |  |  |  |
| Giacomo V di Scozia            | Giacomo V di Scozia            | Giacomo V di Scozia            | Giacomo V di Scozia            | Giacomo V di Scozia            | Giacomo V di Scozia            | Margaret Douglas        | Margaret Douglas        | Margaret Douglas | Margaret Douglas | Margaret Douglas | Margaret Douglas |                |                | Maria I d'Inghilterra    | Maria I d'Inghilterra    | Maria I d'Inghilterra    | Maria I d'Inghilterra    | Maria I d'Inghilterra    | Maria I d'Inghilterra    | Elisabetta I d'Inghilterra | Elisabetta I d'Inghilterra | Elisabetta I d'Inghilterra | Elisabetta I d'Inghilterra | Elisabetta I d'Inghilterra | Elisabetta I d'Inghilterra | Edoardo VI d'Inghilterra | Edoardo VI d'Inghilterra | Edoardo VI d'Inghilterra | Edoardo VI d'Inghilterra | Edoardo VI d'Inghilterra | Edoardo VI d'Inghilterra |                |                | Frances Brandon | Frances Brandon | Frances Brandon | Frances Brandon | Frances Brandon | Frances Brandon | Eleanor Brandon | Eleanor Brandon | Eleanor Brandon | Eleanor Brandon | Eleanor Brandon   | Eleanor Brandon   |                   |                   |                   |                   |  |  |  |  |  |  |  |  |  |  |  |  |  |  |  |  |  |  |  |  |  |  |  |  |  |  |  |  |  |  |  |  |  |  |  |  |  |  |  |  |  |  |  |  |
| Giacomo V di Scozia            | Giacomo V di Scozia            | Giacomo V di Scozia            | Giacomo V di Scozia            | Giacomo V di Scozia            | Giacomo V di Scozia            | Margaret Douglas        | Margaret Douglas        | Margaret Douglas | Margaret Douglas | Margaret Douglas | Margaret Douglas |                |                | Maria I d'Inghilterra    | Maria I d'Inghilterra    | Maria I d'Inghilterra    | Maria I d'Inghilterra    | Maria I d'Inghilterra    | Maria I d'Inghilterra    | Elisabetta I d'Inghilterra | Elisabetta I d'Inghilterra | Elisabetta I d'Inghilterra | Elisabetta I d'Inghilterra | Elisabetta I d'Inghilterra | Elisabetta I d'Inghilterra | Edoardo VI d'Inghilterra | Edoardo VI d'Inghilterra | Edoardo VI d'Inghilterra | Edoardo VI d'Inghilterra | Edoardo VI d'Inghilterra | Edoardo VI d'Inghilterra |                |                | Frances Brandon | Frances Brandon | Frances Brandon | Frances Brandon | Frances Brandon | Frances Brandon | Eleanor Brandon | Eleanor Brandon | Eleanor Brandon | Eleanor Brandon | Eleanor Brandon   | Eleanor Brandon   |                   |                   |                   |                   |  |  |  |  |  |  |  |  |  |  |  |  |  |  |  |  |  |  |  |  |  |  |  |  |  |  |  |  |  |  |  |  |  |  |  |  |  |  |  |  |  |  |  |  |
|                                |                                |                                |                                |                                |                                |                         |                         |                  |                  |                  |                  |                |                |                          |                          |                          |                          |                          |                          |                            |                            |                            |                            |                            |                            |                          |                          |                          |                          |                          |                          |                |                |                 |                 |                 |                 |                 |                 |                 |                 |                 |                 |                   |                   |                   |                   |                   |                   |  |  |  |  |  |  |  |  |  |  |  |  |  |  |  |  |  |  |  |  |  |  |  |  |  |  |  |  |  |  |  |  |  |  |  |  |  |  |  |  |  |  |  |  |
| Maria Stuart, regina di Scozia | Maria Stuart, regina di Scozia | Maria Stuart, regina di Scozia | Maria Stuart, regina di Scozia | Maria Stuart, regina di Scozia | Maria Stuart, regina di Scozia | Enrico Stuart           | Enrico Stuart           | Enrico Stuart    | Enrico Stuart    | Enrico Stuart    | Enrico Stuart    | Charles Stuart | Charles Stuart | Charles Stuart           | Charles Stuart           | Charles Stuart           | Charles Stuart           |                          |                          |                            |                            |                            |                            | Jane Grey                  | Jane Grey                  | Jane Grey                | Jane Grey                | Jane Grey                | Jane Grey                | Catherine Grey           | Catherine Grey           | Catherine Grey | Catherine Grey | Catherine Grey  | Catherine Grey  | Mary Grey       | Mary Grey       | Mary Grey       | Mary Grey       | Mary Grey       | Mary Grey       |                 |                 | Margaret Clifford | Margaret Clifford | Margaret Clifford | Margaret Clifford | Margaret Clifford | Margaret Clifford |  |  |  |  |  |  |  |  |  |  |  |  |  |  |  |  |  |  |  |  |  |  |  |  |  |  |  |  |  |  |  |  |  |  |  |  |  |  |  |  |  |  |  |  |
| Maria Stuart, regina di Scozia | Maria Stuart, regina di Scozia | Maria Stuart, regina di Scozia | Maria Stuart, regina di Scozia | Maria Stuart, regina di Scozia | Maria Stuart, regina di Scozia | Enrico Stuart           | Enrico Stuart           | Enrico Stuart    | Enrico Stuart    | Enrico Stuart    | Enrico Stuart    | Charles Stuart | Charles Stuart | Charles Stuart           | Charles Stuart           | Charles Stuart           | Charles Stuart           |                          |                          |                            |                            |                            |                            | Jane Grey                  | Jane Grey                  | Jane Grey                | Jane Grey                | Jane Grey                | Jane Grey                | Catherine Grey           | Catherine Grey           | Catherine Grey | Catherine Grey | Catherine Grey  | Catherine Grey  | Mary Grey       | Mary Grey       | Mary Grey       | Mary Grey       | Mary Grey       | Mary Grey       |                 |                 | Margaret Clifford | Margaret Clifford | Margaret Clifford | Margaret Clifford | Margaret Clifford | Margaret Clifford |  |  |  |  |  |  |  |  |  |  |  |  |  |  |  |  |  |  |  |  |  |  |  |  |  |  |  |  |  |  |  |  |  |  |  |  |  |  |  |  |  |  |  |  |
|                                |                                |                                |                                |                                |                                |                         |                         |                  |                  |                  |                  |                |                |                          |                          |                          |                          |                          |                          |                            |                            |                            |                            |                            |                            |                          |                          |                          |                          |                          |                          |                |                |                 |                 |                 |                 |                 |                 |                 |                 |                 |                 |                   |                   |                   |                   |                   |                   |  |  |  |  |  |  |  |  |  |  |  |  |  |  |  |  |  |  |  |  |  |  |  |  |  |  |  |  |  |  |  |  |  |  |  |  |  |  |  |  |  |  |  |  |
|                                |                                | Giacomo I d'Inghilterra        | Giacomo I d'Inghilterra        | Giacomo I d'Inghilterra        | Giacomo I d'Inghilterra        | Giacomo I d'Inghilterra | Giacomo I d'Inghilterra |                  |                  |                  |                  |                |                | Arbella Stuart           | Arbella Stuart           | Arbella Stuart           | Arbella Stuart           | Arbella Stuart           | Arbella Stuart           |                            |                            |                            |                            |                            |                            |                          |                          |                          |                          |                          |                          |                |                |                 |                 |                 |                 |                 |                 |                 |                 |                 |                 | ebbe discendenza  | ebbe discendenza  | ebbe discendenza  | ebbe discendenza  | ebbe discendenza  | ebbe discendenza  |  |  |  |  |  |  |  |  |  |  |  |  |  |  |  |  |  |  |  |  |  |  |  |  |  |  |  |  |  |  |  |  |  |  |  |  |  |  |  |  |  |  |  |  |
|                                |                                | Giacomo I d'Inghilterra        | Giacomo I d'Inghilterra        | Giacomo I d'Inghilterra        | Giacomo I d'Inghilterra        | Giacomo I d'Inghilterra | Giacomo I d'Inghilterra |                  |                  |                  |                  |                |                | Arbella Stuart           | Arbella Stuart           | Arbella Stuart           | Arbella Stuart           | Arbella Stuart           | Arbella Stuart           |                            |                            |                            |                            |                            |                            |                          |                          |                          |                          |                          |                          |                |                |                 |                 |                 |                 |                 |                 |                 |                 |                 |                 | ebbe discendenza  | ebbe discendenza  | ebbe discendenza  | ebbe discendenza  | ebbe discendenza  | ebbe discendenza  |  |  |  |  |  |  |  |  |  |  |  |  |  |  |  |  |  |  |  |  |  |  |  |  |  |  |  |  |  |  |  |  |  |  |  |  |  |  |  |  |  |  |  |  |

## Ascendenza
|                                             |                     |                                             | Genitori                                  |  |  | Nonni |  |  | Bisnonni     |  |  | Trisnonni       |  |
|                                             |                     |                                             |                                           |  |  |       |  |  | 8. John Grey |  |  | 16. Edward Grey |  |
|                                             |                     |                                             |                                           |  |  |       |  |  | 8. John Grey |  |  | 16. Edward Grey |  |
|                                             |                     | 17. Elizabeth Ferrers, VI baronessa Ferrers |                                           |  |  |       |  |  | 8. John Grey |  |  |                 |  |
| 4. Thomas Grey, I marchese di Dorset        |                     |                                             |                                           |  |  |       |  |  | 8. John Grey |  |  |                 |  |
|                                             |                     | 9. Elizabeth Woodville                      | 18. Richard Woodville, I conte di Rivers  |  |  |       |  |  |              |  |  |                 |  |
|                                             |                     | 9. Elizabeth Woodville                      | 18. Richard Woodville, I conte di Rivers  |  |  |       |  |  |              |  |  |                 |  |
|                                             |                     | 9. Elizabeth Woodville                      | 19. Jacquette di Lussemburgo              |  |  |       |  |  |              |  |  |                 |  |
| 2. Thomas Grey, II marchese di Dorset       |                     | 9. Elizabeth Woodville                      |                                           |  |  |       |  |  |              |  |  |                 |  |
|                                             |                     | 10. William Bonville, VI barone Harington   | 20. William Bonville                      |  |  |       |  |  |              |  |  |                 |  |
|                                             |                     | 10. William Bonville, VI barone Harington   | 20. William Bonville                      |  |  |       |  |  |              |  |  |                 |  |
|                                             |                     | 10. William Bonville, VI barone Harington   | 21. Elizabeth Harington                   |  |  |       |  |  |              |  |  |                 |  |
| 5. Cecily Bonville, VII baronessa Harington |                     | 10. William Bonville, VI barone Harington   |                                           |  |  |       |  |  |              |  |  |                 |  |
|                                             |                     | 11. Katherine Neville                       | 22. Richard Neville, V conte di Salisbury |  |  |       |  |  |              |  |  |                 |  |
|                                             |                     | 11. Katherine Neville                       | 22. Richard Neville, V conte di Salisbury |  |  |       |  |  |              |  |  |                 |  |
|                                             |                     | 11. Katherine Neville                       | 23. Alice Montacute                       |  |  |       |  |  |              |  |  |                 |  |
| 1. Henry Grey, I duca di Suffolk            |                     | 11. Katherine Neville                       |                                           |  |  |       |  |  |              |  |  |                 |  |
|                                             | 12. William Brandon | 24. William Brandon                         |                                           |  |  |       |  |  |              |  |  |                 |  |
|                                             | 12. William Brandon | 24. William Brandon                         |                                           |  |  |       |  |  |              |  |  |                 |  |
|                                             | 12. William Brandon | 25. Elizabeth Wingfield                     |                                           |  |  |       |  |  |              |  |  |                 |  |
| 6. Charles Brandon, I duca di Suffolk       | 12. William Brandon |                                             |                                           |  |  |       |  |  |              |  |  |                 |  |
|                                             |                     | 13. Elizabeth Bruyn                         | 26. Henry Bruyn                           |  |  |       |  |  |              |  |  |                 |  |
|                                             |                     | 13. Elizabeth Bruyn                         | 26. Henry Bruyn                           |  |  |       |  |  |              |  |  |                 |  |
|                                             |                     | 13. Elizabeth Bruyn                         | 27. Elizabeth Darcy                       |  |  |       |  |  |              |  |  |                 |  |
| 3. Frances Brandon                          |                     | 13. Elizabeth Bruyn                         |                                           |  |  |       |  |  |              |  |  |                 |  |
|                                             |                     | 14. Henry VII, re d'Inghilterra             | 28. Edmund Tudor, I conte di Richmond     |  |  |       |  |  |              |  |  |                 |  |
|                                             |                     | 14. Henry VII, re d'Inghilterra             | 28. Edmund Tudor, I conte di Richmond     |  |  |       |  |  |              |  |  |                 |  |
|                                             |                     | 14. Henry VII, re d'Inghilterra             | 29. Margaret Beaufort                     |  |  |       |  |  |              |  |  |                 |  |
| 7. Maria Tudor                              |                     | 14. Henry VII, re d'Inghilterra             |                                           |  |  |       |  |  |              |  |  |                 |  |
|                                             |                     | 15. Elizabeth di York                       | 30. Edward IV, re d'Inghilterra           |  |  |       |  |  |              |  |  |                 |  |
|                                             |                     | 15. Elizabeth di York                       | 30. Edward IV, re d'Inghilterra           |  |  |       |  |  |              |  |  |                 |  |
|                                             |                     | 15. Elizabeth di York                       | 31. Elizabeth Woodville (= 9)             |  |  |       |  |  |              |  |  |                 |  |
|                                             |                     | 15. Elizabeth di York                       |                                           |  |  |       |  |  |              |  |  |                 |  |